# Cajsa Holmstrand
Cajsa Ewa Linnéa Holmstrand, född 14 augusti 1951, död 14 februari 2025 i Stockholm, var en svensk målare och tecknare. 
Holmstrand var utbildad vid Capellagården på Öland och Konstfackskolan i Stockholm. Hon var ledamot av Konstakademien sedan 1994 och medlem av Rådet för Stockholms skönhet 1996. Hon tillhörde gruppen konstnärer med statlig inkomstgaranti.
Holmstrand har beskrivits som en konstruktivist men med ett mjukt och växlingsrikt formspråk. Kuber är en återkommande form som ömsom öppnar sig, ömsom sluter sig och som öppnar blicken för nya visuella äventyr. Hennes utställning 2005 på Kostakademien beskrevs som ett roligt, genialt och praktfullt matematiskt experiment, där hon utgående från Pythagoras hypoteser skapat ett slags kolorerad matematik där färger, former, ytor och linjer växer till rytmer och rörelser. Hennes utställning Världens fyra hörn 2009 på Galerie Aronowitsch beskrevs som lekfullt utgående från kvadraten, med experiment med form och rum utförda med en begränsad palett.
Holmstrand finns representerad vid bland annat Göteborgs konstmuseum Norrköpings konstmuseum och Örebro läns landsting. 
Cajsa Holmstrand var sambo med konstnären Einar Höste fram till dennes bortgång 2013.

## Offentliga verk och utställningar i urval
- Åsö gymnasium entrén, 1981
- Huddinge sjukhus, 1981
- Karolinska sjukhuset, 1986
- Postterminalen Helsingborg, 1989
- Knutpunkten i Helsingborg, 1989
- Bostadsområde Upplands Väsby, 1991
- Ars Nova Galleri, Göteborg, 1992
- Galerie Lilla Bleue Stockholm, 1993
- Station Skelderhus Munka Ljungby, 1995
- Sturebyskolan Stockholm, 2000
- Tomarps Kungsgård, 2000
- Konstakademiens tre salar, Stockholm, 2005
- Skövde konsthall, 2006
- Galleri Strömbom, 2013